# Liste de grottes de France
La liste de grottes de France présentée ci-dessous est un échantillonnage, classé par thèmes puis par ordre alphabétique, de cavités souterraines naturelles (grottes, gouffres,...), ayant acquis une relative notoriété du fait de leur fréquentation et/ou de leurs particularités : dimensions (développement ou dénivelé), concrétionnement tel que spéléothèmes, art pariétal, art mobilier, vestiges archéologiques, fossiles humains ou animaux, etc.
Établir une telle liste de cavités est une tâche sans fin car leur nombre déjà très important (sans doute plusieurs milliers en France) s'accroit au fil des découvertes des spéléologues. Ces derniers s'emploient à trouver, explorer, étudier les grottes, ainsi que toutes les autres formes souterraines, karstiques ou pseudokarstiques.
Les organismes spéléologiques ou patrimoniaux contribuent à réaliser ce recensement par subdivision administrative (région, département, communes...), par ensemble géographique (massif, etc.) ou par type de cavité (ornée, à gisement, etc.) sous forme d'inventaires ou de base de données.
Le nom de chaque cavité est suivi, entre parenthèses, de la commune sur le territoire de laquelle s'ouvre cette cavité (pour les grottes touristiques ou ornées ou à gisement archéologique), puis du département correspondant.
Pour faciliter la consultation et assurer une cohérence avec les palettes de navigation, une cavité qui est à la fois aménagée pour le tourisme et classée ou remarquable pour son art pariétal ou son art mobilier ou son gisement archéologique et paléontologique, est indiquée de manière redondante dans les deux listes correspondant à ces deux thématiques.
Les cavités du département d'outre-mer de La Réunion sont listées dans la section de l'article principal relative au continent africain.
Les cavités situées sur le versant français de la chaine des Pyrénées font également l'objet d'une liste détaillée.
Bon nombre de ces cavités ont fait l'objet de recherches  biospéologiques, notamment en Occitanie (Ariège, Pyrénées-Orientales, ouest de l'Hérault).

## 1 - Grottes touristiques
| Sommaire : | - 1A - 1B - 1C - 1D - 1E - 1F - 1G - 1H - 1I - 1J - 1K - 1L - 1M - 1N - 1O - 1P - 1Q - 1R - 1S - 1T - 1U - 1VàZ |

### 1A
- Grotte de l'Aguzou (Fontanes-de-Sault, Aude)
- Grottes d'Arcy-sur-Cure (Arcy-sur-Cure, Yonne)
  - Grande grotte (Arcy-sur-Cure)
- Aven Armand (Meyrueis, Lozère)
- Aven d'Orgnac (Orgnac-l'Aven, Ardèche)
- Grottes des Audides (Saint-Vallier-de-Thiey, Alpes-Maritimes)
- Grottes d'Azé (Azé, Saône-et-Loire)

### 1B
- Grottes de la Balme (La Balme-les-Grottes, Isère)
- Bara-Bahau (Le Bugue, Dordogne)
- Grottes de Baume-les-Messieurs (Baume-les-Messieurs, Jura)
- Grotte de Baume Obscure (Saint-Vallier-de-Thiey, Alpes-Maritimes)
- Grotte du Bédat (Bagnères-de-Bigorre, Hautes-Pyrénées)
- Grotte de Bédeilhac (Tarascon-sur-Ariège, Ariège)
- Grotte de Bellevue (Marcilhac-sur-Célé, Lot)
- Gouffre du Béout (Lourdes, Hautes-Pyrénées)
- Grotte de Bernifal (Les Eyzies-de-Tayac, Dordogne)
- Grottes de Bétharram (Saint-Pé-de-Bigorre, Hautes-Pyrénées)
- Grotte-résurgence de Bèze (Bèze, Côte-d'Or)
- Grotte du Bosc (Saint-Antonin-Noble-Val, Tarn-et-Garonne)
- Abîme de Bramabiau (Saint-Sauveur-Camprieu, Gard)

### 1C
- Gouffre de Cabrespine (Cabrespine, Aude)
- Grottes des Canalettes (Villefranche-de-Conflent, Pyrénées-Orientales)
- Abri de Cap Blanc (Marquay, Dordogne)
- Grotte de Carpe-Diem (Manaurie, Dordogne)
- Grotte Célestine (Rauzan, Gironde)
- Grottes du Cerdon (Cerdon et Labalme, Ain)
- Grotte de Choranche (Choranche, Isère)
- Grotte de Clamouse (Saint-Guilhem-le-Désert, Hérault)
- Grotte de la Cocalière (Courry, Gard)
- Grottes du Mont Cornadore (Saint-Nectaire, Puy-de-Dôme)
- Grottes de Cougnac (Payrignac, Lot)
- Grotte historique de Cova Bastera (Villefranche-de-Conflent, Pyrénées-Orientales)
- Grottes de Cravanche (Belfort, Territoire de Belfort)
- Cuves de Sassenage (Sassenage,Isère)

### 1D
- Grotte de Dargilan (Meyrueis, Lozère)
- Grotte des Demoiselles (Saint-Bauzille-de-Putois, Hérault)
- Grotte de la Devèze (Courniou, Hérault)
- Grotte de Domme (Domme, Dordogne)

### 1E
- Grottes des Échelles (Saint-Christophe-la-Grotte, Savoie)

### 1F
- Abîme de la Fage (Noailles, Corrèze)
- Grotte de Foissac (Foissac, Aveyron)
- Aven-grotte de la Forestière[1] (Orgnac-l'Aven, Ardèche)
- Grottes du Foulon (Châteaudun, Eure-et-Loir)

### 1G
- Grotte de la Glaçière (Chaux-lès-Passavant, Doubs)
- Grotte du Grand Roc (Les Eyzies-de-Tayac-Sireuil, Dordogne)

### 1I
- Grotte d'Isturitz (Isturitz, Pyrénées-Atlantiques)

### 1L
- Grotte de Labeil (Lauroux, Hérault)
- Grottes de Lacave (Lacave, Lot)
- Grotte de Limousis (Limousis, Aude)
- Grotte de Lombrives (Ornolac-Ussat-les-Bains, Ariège)
- Grotte de la Luire (Saint-Agnan-en-Vercors, Drôme)

### 1M
- Grotte de Macheron[2] (Lugny, Saône-et-Loire)
- Grottes de Maxange (Le Buisson-de-Cadouin, Dordogne)
- Grotte du Mas d'Azil (Mas-d'Azil, Ariège)
- Grottes de Médous (Asté, Hautes-Pyrénées)
- Grotte des Merveilles (Rocamadour, Lot)
- Grottes des Moidons (Arbois, Jura)

### 1N
- Grotte de Naours (Naours, Somme)
- Grotte de Nichet (Fromelennes, Ardennes)
- Grottes de la Norée (Biard, Vienne)

### 1O
- Aven d'Orgnac (Orgnac-l'Aven, Ardèche)
- Grotte d'Osselle (Roset-Fluans, Doubs)
- Grotte Oxocelhaya (Isturitz, Pyrénées-Atlantiques)

### 1P
- Gouffre de Padirac (Padirac, Lot)
- Grotte des Planches (Les Planches-près-Arbois, Jura)
- Gouffre de Proumeyssac (Audrix, Dordogne)

### 1Q
- Grottes du Quéroy (Chazelles, Charente)

### 1S
- Grottes pétrifiantes de Savonnières (Savonnières, Indre-et-Loire)
- Grottes de Saint-Cézaire (Saint-Cézaire-sur-Siagne, Alpes-Maritimes)
- Grotte de Saint-Marcel (Saint-Marcel-d'Ardèche, Ardèche)
- Grotte de la Salamandre (Méjannes-le-Clap, Gard)
- Grottes de Saulges (Saulges, Mayenne)

### 1T
- Grotte de Trabuc (Mialet, Gard)
- Grotte de Thaïs (Saint-Nazaire-en-Royans, Drôme)

### 1V à 1Z
- Grotte de La Verna (Sainte-Engrâce, Pyrénées-Atlantiques)

| Sommaire : | - 1A - 1B - 1C - 1D - 1E - 1F - 1G - 1H - 1I - 1J - 1K - 1L - 1M - 1N - 1O - 1P - 1Q - 1R - 1S - 1T - 1U - 1VàZ |

| Sommaire : | - Grottes touristiques - Grottes ornées ou à gisement archéologique - Autres cavités remarquables |

## 2 - Grottes ornées ou à gisement archéologique
| Sommaire : | - 2A - 2B - 2C - 2D - 2E - 2F - 2G - 2H - 2I - 2J - 2K - 2L - 2M - 2N - 2O - 2P - 2Q - 2R - 2S - 2T - 2U - 2VàZ |

### 2A
- Grotte d'Aldène (Cesseras, Hérault)
- Grotte de l'Ammonite (Vilhonneur, Charente)
- Caune de l'Arago (Tautavel, Pyrénées-Orientales)
- Grottes d'Arcy-sur-Cure (Arcy-sur-Cure, Yonne)
  - Grotte-résurgence de Barbe Bleue
  - Grotte du Bison
  - Grotte du Cheval
  - Grotte des Deux Cours
  - Grotte de l'Égouttoir (ou grotte des Sapins)
  - Grotte des Fées
  - Grotte perte des Goulettes
  - Grand et petit abris
  - Grande Grotte
  - Grotte de l'Hyène
  - Abri du Lagopède
  - Grotte du Lion
  - Grotte du Loup
  - Grotte-résurgence du Moulinot
  - Grotte des Nomades
  - Grotte des Ours
  - Grotte du Renne
  - Grotte du Trilobite
- Grotte d'Artenac (Saint-Mary, Charente)
- Grotte d'Aurignac (Aurignac, Haute-Garonne)
- Grottes d'Azé (Azé, Saône-et-Loire)
- Grotte d'Azkonzilo (eu) (Irissarry, Pyrénées-Atlantiques)

### 2B
- Grotte de la Balauzière (Vers-Pont-du-Gard, Gard)
- Grotte de Bara-Bahau (Le Bugue, Dordogne)
- Baume Brune (Gordes et Joucas, Vaucluse)
- Grotte de Baume-Latrone (Sainte-Anastasie, Gard)
- Grotte Bayol (Collias, Gard)
- Grotte de Bédeilhac (Bédeilhac-et-Aynat, Ariège)
- Grotte de Bernifal (Meyrals, Dordogne)
- Grotte Bleue (Fournes-Cabardès, Aude)
- Grotte de la Bonne-Femme (Brégnier-Cordon, Ain)
- Grotte du Bouillon (Vichel-Nanteuil, Aisne)
- Grotte de Bourrouilla (eu) (Arancou, Pyrénées-Atlantiques)
- Grotte de Bruniquel (Bruniquel, Tarn-et-Garonne)

### 2C
- Grottes de Calès (Lamanon, Bouches-du-Rhône)
- Abri de Cap Blanc (Marquay, Dordogne)
- Grotte à Carret (Saint-Jean-d'Arvey, Savoie)
- Castel Merle (Sergeac, Dordogne)
  - Abri Blanchard
  - Abri Castanet
  - Abri Labattut
  - Abri Reverdit
  - Abri Roc d'Acier
  - Abri de la Souquette
- Grotte de la Cauna (Belvis, Aude)
- Trou des Celtes (Pierre-la-Treiche, Meurthe-et-Moselle)
- Grottes du Cerdon (Cerdon et Labalme, Ain)
- Grotte Chabot (Aiguèze, Gard)
- Grotte de la Chaise (Vouthon, Charente)
- Grotte Chauvet (Vallon-Pont-d'Arc, Ardèche)
- Grotte du Colombier (Vallon-Pont-d'Arc, Ardèche)
- Grotte de la Colombière (Neuville-sur-Ain, Ain)
- Grotte Cosquer et voisines (Marseille, Bouches-du-Rhône)
  - Grotte du Figuier
  - Grotte du Renard
  - Grotte de la Triperie
- Grotte des Cottés (Saint-Pierre-de-Maillé, Vienne)
- Grottes de Cougnac (Payrignac, Lot)
- Grotte de Cussac (Buisson-de-Cadouin, Dordogne)

### 2E
- Grotte d'Ebbou (Vallon-Pont-d'Arc, Ardèche)
- Grotte d'Enlène (Montesquieu-Avantès, Ariège)
- Grotte des Espélugues (Lourdes, Hautes-Pyrénées)
- Grotte d'Etxeberriko karbia (eu) (Camou-Cihigue, Pyrénées-Atlantiques)
- Grotte des Eyzies-de-Tayac-Sireuil (Les Eyzies-de-Tayac-Sireuil, Dordogne)
  - Abri Audi
  - Abri Chadourne
  - Grotte des Combarelles
  - Grotte de Commarque (Sireuil)
  - Grotte de Cournazac
  - Abri de Cro-Magnon
  - Grotte de la Croze-à-Gontran
  - Grotte de Font-de-Gaume
  - Laugerie-Basse
  - Laugerie-Haute
  - La Micoque
  - Grotte de la Mouthe
  - Grotte de Nancy
  - Grotte de l'Oreille d'Enfer
  - Abri Pataud
  - Abri du Poisson

### 2F
- Grotte de Foissac (Foissac, Aveyron)
- Grotte de Fontéchevade (Montbron, Charente)

### 2G
- Grotte de Gargas (Aventignan, Hautes-Pyrénées)
- Grotte de Gatzarria (Ossas-Suhare, Pyrénées-Atlantiques)
- Grotte du Géant (Gondreville, Meurthe-et-Moselle)
- Grotte de Gouy (Gouy, Seine-Maritime)
- Grande Baume (Balot, Côte-d'Or)
- La Grande Roche de la Plématrie (Quinçay, Vienne)

### 2I
- Grotte d'Isturitz (Isturits et Saint-Martin-d'Arberoue, Pyrénées-Atlantiques)

### 2L
- Grottes de Labastide (Labastide, Hautes-Pyrénées)
- Grotte de Lascaux (Montignac-Lascaux, Dordogne)
- Grottes de Lespugue (Lespugue, Haute-Garonne)
  - Grotte de Gouërris
  - Abri des Harpons
  - Grotte des Scilles
  - Abri Sous-les-Rideaux
- Grotte de Lombrives (Ornolac-Ussat-les-Bains, Ariège)
- Grotte de Louoï (Vallon-Pont-d'Arc, Ardèche)

### 2M
- Abri de la Madeleine (Tursac, Dordogne)
- Grotte de la Mairie (Teyjat, Dordogne)
- Grotte Marcel Clouet (Cognac, Charente)
- Grotte de La Marche (Lussac-les-Châteaux, Vienne)
- Grotte des Fées de Marsoulas (Marsoulas, Haute-Garonne)
- Grotte du Mas-d'Azil (Le Mas-d'Azil, Ariège)
- Grotte de Mayrière supérieure (Bruniquel, Tarn-et-Garonne)
- Grottes de Médous (Asté, Hautes-Pyrénées )
- Grotte des Merveilles (Rocamadour, Lot)
- Grotte de Mongautin (Prat-Bonrepaux, Ariège)
- Grotte de Montespan alias Souterrain de Houantaou (Montespan et Ganties, Haute-Garonne)
- Grotte de Montgaudier (Montbron, Charente)
- Grottes de Montmaurin (Montmaurin, Haute-Garonne)
  - Grotte de Coupe-Gorge
- Grotte des Moradies (Marthon, Charente)
- abri Morin (Pessac-sur-Dordogne, Gironde)
- Grotte du Moulin (Troubat, Hautes-Pyrénées)

### 2N
- Grotte de Niaux (Niaux, Ariège)
- Grotte du Noisetier (Fréchet-Aure, Hautes-Pyrénées)

### 2O
- Aven d'Orgnac (Orgnac-l'Aven, Ardèche et Gard)
  - Orgnac III
- Grotte d'Oxocelhaya (Isturits et Saint-Martin-d'Arberoue, Pyrénées-Atlantiques)

### 2P
- Grotte de Pair-non-Pair (Prignac-et-Marcamps, Gironde)
- Grotte du Pech Merle (Cabrerets, Lot)
- Grotte des Perrats (Agris, Charente)
- Grottes de Pindaï (Poya, Nouvelle-Calédonie)
- Grotte du Placard (Vilhonneur, Charente)

### 2Q
- Grottes du Quéroy (Chazelles, Charente)

### 2R
- Grotte des Renardières (Les Pins, Charente)
- Roc-aux-Sorciers (Angles-sur-l'Anglin, Vienne)
- Roc de Sers (Sers, Charente)
- La Roche à Pierrot (Saint-Césaire, Charente-Maritime)
- Grotte de la Roche au Loup (Merry-sur-Yonne, Yonne)
- Grotte de Rochelot (Saint-Amant-de-Bonnieure, Charente)
- Grotte de Rouffignac (Rouffignac-Saint-Cernin-de-Reilhac, Dordogne)

### 2S
- Grotte de Saint-Cirq (Saint-Cirq, Lot)
- Grotte Sainte-Reine (Pierre-la-Treiche, Meurthe-et-Moselle)
- Grottes de Saint-Moré (Saint-Moré, Yonne)
- Grottes de Sare (Sare, Pyrénées-Atlantiques)
- Grottes de Saulges (Saulges, Thorigné-en-Charnie et Saint-Pierre-sur-Erve ; Mayenne)
  - Cave à la Chèvre
  - Cave à Margot
  - Grotte Mayenne-Sciences
  - Cave de Rochefort

### 2T
- Grotte de Tarté (Cassagne, Haute-Garonne)
- Grotte de la Tourasse (Saint-Martory, Haute-Garonne)
- Grotte de La Trache (Châteaubernard, Charente)
- Grotte des Trémies (Cassis, Bouches-du-Rhône)
- Grotte des Trois-Frères (Montesquieu-Avantès, Ariège)
- Grotte du Tuc d'Audoubert (Montesquieu-Avantès, Ariège)

### 2V à 2Z
- Grotte de la Vache (Alliat, Ariège)
- Grotte de la Vache (Laroque, Hérault)
- Grottes de la Verpillière (Mellecey, Saône-et-Loire)
- Grottes ornées de la vallée de la Vézère (depuis Les Eyzies jusqu'à Montignac-Lascaux, Dordogne)
- Grotte de Villars (Villars, Dordogne)
- Grotte du Visage (Vilhonneur, Charente)
- Grottes du Volp (Montesquieu-Avantès, Ariège)
  - Grotte d'Enlène
  - Grotte des Trois-Frères
  - Grotte du Tuc d'Audoubert

| Sommaire : | - 2A - 2B - 2C - 2D - 2E - 2F - 2G - 2H - 2I - 2J - 2K - 2L - 2M - 2N - 2O - 2P - 2Q - 2R - 2S - 2T - 2U - 2VàZ |

| Sommaire : | - Grottes touristiques - Grottes ornées ou à gisement archéologique - Autres cavités remarquables |

## 3 - Autres cavités remarquables
| Sommaire : | - 3A - 3B - 3C - 3D - 3E - 3F - 3G - 3H - 3I - 3J - 3K - 3L - 3M - 3N - 3O - 3P - 3Q - 3R - 3S - 3T |

### 3A
- Réseau de l'Alpe (Sainte-Marie-du-Mont (Isère), Isère-Savoie)
- Grotte des Angevins (Mauges-sur-Loire, Maine-et-Loire)
- Grottes de l'Anguillère (Lion-sur-Mer, Calvados)
- Grotte de l'Apothicairerie (Sauzon, Morbihan)
- Grotte d'Arphidia (Pyrénées-Atlantiques)
- Gouffre d'Arbas (Arbas, Haute-Garonne)
- Arresteliako ziloa (Pyrénées-Atlantiques)
- Réseau de l'Avenir - Grande viaille (Savonnières-en-Perthois, Meuse)

### 3B
- Grotte de Balme
- Houle de la Banche (Fréhel, Côtes-d'Armor)
- Réseau Banges-Pré Poulain-Benoîte - Campagnols - Goliath - Litorne - Pic Noir et Prérouge (Savoie)
- Gouffre de Bannac
- Grotte du Baré (Onnion, Haute-Savoie, massif du Chablais)
- Grotte des Baumes-Chaudes (Saint-Georges-de-Lévéjac, Lozère)
- Gouffre de Belveau
- Réseau du Gouffre Berger (Engins, Isère)
  - Gouffre des Elfes
  - Gouffre de la Fromagère
  - Gouffre Jean Noir
  - La Laitière Mutante
  - Puits Marry
  - Scialet des Rhododendrons
- Gouffre de la Besace (Savonnières-en-Perthois, Meuse)
- Système Biolles-Squelettes-Crolleurs (Savoie)
- Réseau du Blagour
- Grotte-gouffre de Blanot (Blanot, Saône-et-Loire)
- Grotte Bleue (Fournes-Cabardès, Aude)
- Puits de la Bossée (Saint-Pierre-de-Maillé, Vienne)
- Réseau de Bovinant (Saint-Pierre-d'Entremont (Isère), Isère)
- Grotte de Bournillon (Châtelus (Isère), Isère)
- Source des Brieux (Redortiers, Alpes-de-Haute-Provence)
- Brotschgrotte (Haegen, Bas-Rhin)
- Réseau de Bunant (Haute-Savoie)

### 3C
- Aven du Caladaïre (Montsalier, Alpes-de-Haute-Provence)
- Aven du Calavon (Banon, Alpes-de-Haute-Provence)
- Scialet Candy (Villard-de-Lans, Isère)
- Aven des Cèdres (Saint-Étienne-les-Orgues, Alpes-de-Haute-Provence)
- Gouffre de Cerre-lès-Noroy
- Grotte des Chamois (Castellet-lès-Sausses, Alpes-de-Haute-Provence)
- Grotte du Chaos (Gondreville, Meurthe-et-Moselle)
- Grotte du Chat (Daluis, Alpes-Maritimes)
- Grotte du Château de Saint-Didier (Valernes, Alpes-de-Haute-Provence)
- Grotte du Chien (Chamalières, Puy-de-Dôme)
- Réseau des Chuats (Bouvante, Drôme)
- Tanne aux Cochons - Tanne Froide
- Réseau du Clot d'Aspres (Villard-de-Lans, Isère)
- Scialet de la Combe de Fer, (Villard-de-Lans, Isère)
- Caverne de Cotte (Saint-Joseph, La Réunion)
- Abîme de Coutelle (Lardiers, Alpes-de-Haute-Provence)
- Igue de la Crousate (Gramat, Lot)
- Abîme de Cruis (Cruis, Alpes-de-Haute-Provence)
- Grotte du Cul de Bœuf (Méailles, Alpes-de-Haute-Provence)
- Grotte du Cuze (Charmensac, Cantal)
- Réseau de la Dent de Crolles (Saint-Pierre-de-Chartreuse, Isère)

### 3D
- Antre des Damnés (Corrençon-en-Vercors, Isère)
- Réseau Ded (Saint-Pierre-de-Chartreuse, Isère)
- Trou du Diable (Saint-Hilaire-de-Riez, Vendée)
- Réseau de la Diau (Fillière, Haute-Savoie)
- Fosse Dionne (Tonnerre, Yonne)
- Réseau Doria - Pleurachat (Saint-Jean-d'Arvey et Les Déserts, Savoie)
- Grotte des Druides (Barr, Bas-Rhin)
- Caverne Dufour (Salazie, La Réunion)

### 3E
- Grotte des Excentriques (Pierre-la-Treiche, Meurthe-et-Moselle)

### 3F
- Réseau Fanges - Paradet
- Caverne des Fées (La Plaine-des-Palmistes, La Réunion)
- Grotte des Fées (Châteauponsac, Haute-Vienne)
- Goule ès Fées (Dinard, Ille-et-Vilaine)
- Réseau Félix Trombe (Herran et Arbas, Haute-Garonne)
  - Gouffre de l'Amazonie
  - Gouffre Barnache
  - Gouffre Bernard
  - Gouffre Bernard Gabaig
  - Gouffre Blagnac
  - Gouffre Cécile
  - Gouffre de la Coquille
  - Grotte des Commingeois
  - Grotte de Coume Nère
  - Gouffre des Deux Jean-Paul
  - Gouffres Duplessis
  - Gouffre de la Fraternité
  - Puits des Fuxéens
  - Grotte du Goueil di Her
  - Henne Morte (Herran)
  - Gouffre des Hérétiques
  - Puits de l'If
  - Gouffre Jean-Denis
  - Gouffre de la Laspapoulosmose
  - Gouffre Martine
  - Gouffre Michelle
  - Trou Mile
  - Gouffre Odon
  - Grotte de Pène Blanque
  - Gouffre Pierre
  - Gouffre du Pont de Gerbaut
  - Gouffre des Pyrénois
  - Gouffre du Québec
  - Gouffre Raymonde
  - Gouffre du Sahel
  - Gouffre du Sarrat dech Méné
  - Trou du Vent
- Système de la Font Gaillarde (Thorame-Haute, Alpes-de-Haute-Provence)
- Système de Foussoubie (Vagnas, Labastide-de-Virac, Salavas, Ardèche)
- Grotte Fourgassié (Roura, Guyane)
- Réseau de Francheville (Francheville, Côte-d'Or)
- Grotte des Francs-Tireurs (Haegen, Bas-Rhin)

### 3G
- Gouffre Gampaloup (Autrans-Méaudre en Vercors, Isère)
- Gouffre de Génieux (Saint-Pierre-de-Chartreuse, Isère)
- Caverne de la Glacière (Trois-Bassins, La Réunion)
- Grotte de Gournier (Choranche, Isère)
- Système du Granier (Isère & Savoie)
- Gouffre de la Grimo Santé (Martincourt, Meurthe-et-Moselle)
- Réseau Garde-Cavale-Perrin (Les Déserts, Savoie)

### 3H
- Grotte d'Héloïse (Gétigné, Loire-Atlantique)
- Caverne des Hirondelles (Saint-Joseph, La Réunion)
- Grotte des Hirondelles (Saint-Lunaire, Ille-et-Vilaine)

### 3J
- Grotte Jacqueline (Pierre-la-Treiche, Meurthe-et-Moselle)
- Gouffre de Jardel (Chaffois, Doubs)
- Gouffre Jean-Bernard (Samoëns, Haute-Savoie)

### 3L
- Réseau André Lachambre (Pyrénées-Orientales)
- Grotte de la Lare (Saint-Benoît, Alpes-de-Haute-Provence)
- Aven de la Leicasse
- Gouffre du Lonné-Peyret (Arette, Pyrénées-Atlantiques)
- Goule au Loup (Saint-Malo, Ille-et-Vilaine)
- Grotte de la Loutinière (Rigny-Ussé, Indre-et-Loire)
- Grotte de la Loutonnière (Farges-Allichamps, Cher)

### 3M
- réseau de Malissard (Isère)
- Perte de Massar
- Abîme du Mas Reynal
- Pertuis de Méailles (Méailles, Alpes-de-Haute-Provence)
- Trou Miette (Méailles, Alpes-de-Haute-Provence)
- Grotte des Mines d'or (Carolles, Manche)
- Gouffre Mirolda, Réseau Lucien Bouclier (Samoëns, Haute-Savoie)
- Grand aven du Mont Marcou (Saint-Geniès-de-Varensal, Hérault)
- Aven des Mûres (Banon, Alpes-de-Haute-Provence)

### 3N
- Gouffre Nébélé
- Grotte de Neuvon
- Aven du Nid de l'Aigle (Montsalier, Alpes-de-Haute-Provence)
- Aven Noir
- Chapelle Notre-Dame de la Baume (La Palud-sur-Verdon, Alpes-de-Haute-Provence)

### 3O
- Fontaine d'Orchaise (Valencisse, Loir-et-Cher)

### 3P
- Gouffre du Paradis (Trépot, Doubs)
- Aven de la Pépette (Simiane-la-Rotonde, Alpes-de-Haute-Provence)
- Caverne des Peyrourets (Valbelle, Alpes-de-Haute-Provence)
- Gouffre de la Pierre-Saint-Martin (Arette, Pyrénées-Atlantiques)
- Baume des Pierres (Quinson, Alpes-de-Haute-Provence)
- Grotte de Pissegrêle (Mareil-en-Champagne, Sarthe)
- Gouffre de Plougrescant
- Grotte de la Pointe de Vallières (Saint-Georges-de-Didonne, Charente-Maritime)
- Grotte de Porée Piarde (Meursault, Côte-d'Or)
- Gouffre de Poudrey (Étalans, Doubs)
- Grotte des Puits (Pierre-la-Treiche, Meurthe-et-Moselle)
- Rivière souterraine du Puits Bouillant (Le Val-d'Ocre, Yonne)
- Rivière souterraine des Usages (Villiers-Saint-Benoît, Yonne)

### 3Q
- Aven des Quatre (Revest-des-Brousses, Alpes-de-Haute-Provence)

### 3R
- Abîme de Rabanel (Hérault)
- Gouffre de la Rasse (Farges, Ain)
- Grotte de la Roche noire (Mérigny, Indre)
- Roc'h Toul (Guiclan, Finistère)
- Aven du Rousti (Simiane-la-Rotonde, Alpes-de-Haute-Provence)
- Réseau du Rupt-du-Puits (Beurey-sur-Saulx, Meuse)

### 3S
- Grande fontaine de Saint-Christophe (Saint-Christophe-sur-Roc, Deux-Sèvres)
- Chapelle rupestre Saint-Jean-Baptiste (Digne-les-Bains, Alpes-de-Haute-Provence)
- Grottes de Saint-Maurin (La Palud-sur-Verdon, Alpes-de-Haute-Provence)
- Grotte-émergence de Saint-Maurin (La Palud-sur-Verdon, Alpes-de-Haute-Provence)
- Trou de Saint-Pons (Valbelle, Alpes-de-Haute-Provence)
- Grottes de Saint-Sébastien (Gréoux-les-Bains, Alpes-de-Haute-Provence)
- Grotte Saint-Vincent (Le Castellard-Mélan, Alpes-de-Haute-Provence)
- Grotte des Sept Salles (Pierre-la-Treiche, Meurthe-et-Moselle)
- Grotte des Sirènes (Saint-Lunaire, Ille-et-Vilaine)
- Chapelle rupestre de Saint-Trophime (Castellane, Alpes-de-Haute-Provence)
- Réseau de la Sonnette (Savonnières-en-Perthois, Meuse)

### 3T
- Grotte Théophile (Huez, Isère)
- Grotte des Trémies (Marseille, Bouches-du-Rhône)
- Grotte du Trou-Madame (Méailles, Alpes-de-Haute-Provence)
- Réseau du Trou qui souffle (Autrans-Méaudre en Vercors, Isère)

### 3V
- Tindoul de la Vayssière (Salles-la-Source, Aveyron)
- Réseau du Verneau (Déservillers, Doubs)
- Vitsgrotte (Saverne, Bas-Rhin)

| Sommaire : | - 3A - 3B - 3C - 3D - 3E - 3F - 3G - 3H - 3I - 3J - 3K - 3L - 3M - 3N - 3O - 3P - 3Q - 3R - 3S - 3T |

| Sommaire : | - Grottes touristiques - Grottes ornées ou à gisement archéologique - Autres cavités remarquables |